# 1326
1326 (MCCCXXVI) je bilo navadno leto, ki se je po julijanskem koledarju začelo na sredo.

## Dogodki

### Zahodna Evropa
- Francoski kralj Karel IV. zaščiti angleško kraljico Izabelo[1] in njenega sina kronskega princa Edvard III. pred morebitnim atentatom s strani Despenserjev. V Izabelino spremstvo je dodeljen tudi angleški plemič in grof Valižanske marke Roger Mortimer, 1. grof March, med katerima se razvije burno ljubezensko razmerje.[2] Roger Mortimer prepriča kraljico Izabelo, da ostane v Franciji in začne z mobilizacijo v svoji grofiji Ponthieu.
- 18. februar - Kmečki upor v Flandriji (1323–28): kmečki uporniki izpustijo flandrijskega grofa Ludvika iz ujetništva.
- april - Sporazum iz Corbeila: Škotska in Francija obnovita zavezništvo, ki je uperjeno proti Angliji.
- 19. april - Flandrijci sklenejo nenavadno ugoden mirovni sporazum s francoskim kraljem Karlom IV., ki se običajno do političnih nevšečnosti opredeli zelo agresivno. Nekaj dni kasneje je preklicano njihovo izobčenje. Ugodnosti za Flandrijce so razumljive v luči priprav za invazijo na Anglijo.
- 27. avgust - Kraljici Izabeli in Rogerju Mortimerju, ki sta se zaradi ljubezenske afere zatekla v Flandrijo, kjer nadaljujeta s pripravo invazije, priskoči na pomoč holandski grof Vilijem III., ki je svojo hčer Filipo obljubil v zakon angleškemu kronskemu princu Edvardu. Na razpolago jima da 132 transportnih in 8 bojnih ladij. 1327 ↔
- avgust, september - Angleški kralj Edvard II. izvaja obsežno mobilizacijo ob obali na jugovzhodu Anglije, kjer predvideva, da se bo izkrcala Izabelina invazijska vojska.[3] Večja angleška flota izvede diverzijo v Normandiji, kar pa nima učinka. Kralj z obema regentoma Despenserjem starejšim in Mlajšim ne uživa več nobenega zaupanja pri podanikih. ↓
- 24. september → Reka Orwell, Sussex: invazijska vojska okoli 1600 vojščakov, kar je za tako velik podvig, kot je odstranitev kralja, smešno malo, se izkrca na angleški obali. Na mestu izkrcanja bi moralo biti mobiliziranih okoli 2000 angleških vojščakov. Na poziv kralja Edvarda II. se jih je odzove komaj 55. Skromna invazijska vojska se s prodiranjem proti Londonu poveča v armado, saj dotedanji rojalisti množično zapuščajo kralja. ↓
- 2. oktober → Vstaja Londončanov primora kralja Edvarda II. in oba Despenserja, da zapustijo London. Mesto se znajde v brezvladju, vsi zaporniki iz zloglasnega Towra so izpuščeni.  ↓
- 9. oktober → Kralj Edvard II. se z Despenserjema umika proti toku reke Temze. Tega dne dosežejo Gloucester ob meji z Walesom, kamor želijo prodreti in kjer bi imel več uspeha z mobilizacijo. ↓
- 12. oktober → Cardiff: mobilizacija v Walesu je neuspešna. Edvard II. in Despenser mlajši poskušata odpluti na Irsko, vendar sta se primorana zaradi slabega vremena vrniti nazaj v pristanišče. Nato se utrdita v močno utrjenem gradu Caerphilly. Despenser starejši se zateče v Bristol. ↓
- 15. oktober → Množica Londončanov do smrti linča rojalista Walterja de Stapledona. Enako se zgodi še mnogim kraljevim zaupnikom, ki se ne poskrijejo pravočasno. Zaradi brezvladja podpre Izabelo tudi Cerkev in lokalne oblasti. ↓

- 27. oktober → Bristol: Hugh Despenser starejši se preda kraljici Izabeli, ki ga po hitrem postopku obsodi na smrtno kazen z obešenjem, ki je izvršena še isti dan. ↓
- 2. november → Kralj Edvard II. in Despenser mlajši poskusita s ponovnim (neuspešnim) pobegom na Irsko. Za sabo pustita pratež in zakladnico. ↓
- 16. november → Kralj Edvard II. in Despenser mlajši sta izdana in ujeta nekje v okolici gradu Caerphilly ter predana kraljičini vojski. Skrb za ujetega kralja prevzame grof Lancaster, ki kralja skrivoma seli iz ene utrdbe v drugo. Kralj Edvard II. še vedno uživa dovolj velike simpatije, da ga poskušajo nekateri najbolj vztrajni rojalisti vrniti na prestol.↓
- 17. november → Usmrčen je rojalist Edmund FitzAlan 9. grof Arundel, ki se je zameril Rogerju Mortimerju. Kraljica Izabela je odredila njegovo usmrtitev s skrhanim mečem. Rabelj mu je odsekal glavo šele po 22-ih zamahih. ↓
- 24. november → S torturo[4] je zaradi veleizdaje usmrčen Hugh Despenser mlajši. Kraljica Izabela in Roger Mortimer sta med potekom usmrtitve skupaj z ostalimi ožjimi privrženci javno obedovala in spremljala usmrtitev. 1327 ↔
- Francija: s smrtjo Karla Valoiškega, ki je kot križar želel obnoviti Latinsko cesarstvo v Konstantinoplu, si križ prišije tudi kralj in njegov starejši brat Karel IV. 1327 ↔

### Srednja Evropa
- 7. januar -  Ker avstrijski in štajerski vojvoda Leopold I. Habsburški ne prizna mirovnega sporazuma med njegovim starejšim bratom Friderikom Lepim in nemškim kraljem Ludvikom IV. Wittelsbaškim, ki sta se leto poprej sporazumela o skupnem vladanju Rimsko-nemškemu cesarstvu, Friderik in Ludvik IV. zato pravno preformulirata sporazum in podpišeta novega: Friderik postane novi nemški kralj[5], medtem ko Ludvik IV. zase prihrani eminentnejši naziv cesarja Svetega rimskega cesarstva.[6] Papež Janez XXII. ne prizna niti tega sporazuma. 1327 ↔
- 5. februar - Umrlega krškega škofa Henrika iz Helfenberga nasledi Gerold iz Friesacha.
- 10. februar - Začetek poljsko-tevtonske vojne 1326-1332: poljska kraljevina in Velika litovska kneževina združeni udarita po Brandenburški marki. Poljski kralj Vladislav I. šteje vzhodni del Brandenburške marke za poljsko ozemlje, Litvanci Poljakom asistirajo zaradi plena. Brandenburški marki vlada nemški kralj Ludvik IV., ki pa marke zaradi priprav na odpravo v Italijo ne zaščiti. Nad Križniki, ki so sovražni Poljakom in poganskim Litvancem, visi grožnja izobčenja, zato se sprva ne vmešajo v spor. Po mesecu dni plenjenja se Litvanci in Poljaki, ki pustijo za sabo opustošenje, vrnejo nazaj na Poljsko.
- 28. februar - Po smrti avstrijskega in štajerskega vojvode Leopolda I. Habsburškega, se novi nemški sokralj Friderik Lepi, ki je leto poprej sklenil mir z nemškim kraljem Ludvikom IV. Wittelsbaškim, vrne nazaj v Avstrijo ter se omeji izključno na vladanje Avstriji in Štajerski.
- Poljska: Križniki Poljakom ne dovolijo lagodnega uživanja izplena iz Brandenburga in jim napovedo vojno. Dejstvo, da se papež Janez XXII. postavi na stran Poljakov in poganskih Litvancev predstavlja velik škandal za ostale krščanske vladarje. Zaposlenost poljskega kralja Vladislava I. s križniki izrabi češki kralj Ivan Luksemburški, ki Poljakom udari v hrbet in okupira Šlezijo. Češki kralj Ivan ima namreč zahtevo po poljski kroni, zato ga pri tem podprejo tudi križniki. Poljake nekoliko razbremeni pomoč Litvancev in Madžarov, ki napadejo Čehe. 1329 ↔
- Madžarska: ogrski kralj Karel I. ustanovi viteški Red Svetega Jurija, ki je prvi sekularni viteški red nasploh.
- Nemčija: nemški dominikanski pridigar in filozof Mojster Eckhart se znajde pod inkvizicijsko preiskavo. Sam seveda zavrača obtožbe, podprejo ga tudi njegovi redovni sobratje. 1327 ↔
- Italijanska učenjaka Marsilij Padovanski in Ivan Jandunski, avtorja protipapeškega spisa »Branitelj miru« (Defensor pacis), se iz Pariza, kjer jima grozi inkvizicija, umakneta na dvor Ludvika IV.

### Vojna za rügensko nasledstvo
- Danski velikaši se naveličajo svojega marionetnega kralja Krištofa II. in ga izženejo. Za novega (marionetnega) kralja razglasijo Valdemarja III., mladoletnega sina umrlega schleswiškega vojvode Erika II.. Medtem se danski veljaki prepirajo kaj pripada komu in vlečejo kraljevino v propad. 1329 ↔
- 4. maj - Izgnani danski kralj Krištof II. obljubi mecklenburškemu baronu Henrik II., ki mu je ponudil zatočišče, otočno kneževino Rügen, če ga vrne na danski prestol. Knez omenjene kneževine Vartislav II.[7] naveže stike z aktualnim danskim (proti)kraljem Valdemarjem III., oziroma njegovim regentom, holsteinskim grofom Gerhardom III.
- 1. avgust - Umrlega poljskega vojvodo Pomeranije-Wolgasta in kneza Rügena Vartislava IV. nasledi v Pomeraniji sin Bogislav V., ki zaradi ogroženosti s strani sosednjih Križnikov sovladarstvo zaupa še mlajšima bratoma Vartislavu V. in Barnimu IV.. Nasledstvo omenjenih treh sinov v Kneževni Rügen je nekoliko bolj problematično, saj je danski kralj Krištof II. predal Rügen v zameno za vojaško pomoč gospostvu Mecklenburg. Na stran pomeranijskih vojvod se postavi danski protikralj Valdemar III. ↓
- pozno poletje - Henrik II. Mecklenburški okupira celinski del kneževine Rügen.
- september - Protiofenziva danskega regenta Gerharda III. Holsteinskega ima zgolj delen uspeh. Dancem ne uspe izriniti Mecklenburžanov s celinskega dela Rügena. Obe strani skleneta začasno premirje. 1327 ↔

### Ostalo
- zgodnja pomlad - Maroški popotnik Ibn Batuta prispe v Kairo, kjer se zadrži mesec dni. Od treh poti proti Meki ubere najmanj prometno pot po reki Nil navzgor in potem do pristanišča Aydhab ob Rdečem morju. Ker se v mestu začne kuhati vstaja, se vrne nazaj v Kairo, potem pa ubere najbolj obljudeno romarsko pot skozi Palestino proti Damasku, kjer se iz varnostnih razlogov pridruži večji karavani.
- april - Umrlega utemeljitelja Osmanskega cesarstva sultana Osmana I. nasledi sin Orhan I.. Nekaj dni pred ali po Osmanovi smrti se Osmanom po šest letnem obleganju preda bizantinska regionalna prestolnica Bursa. Ker je plemenska vas Söğüt premajhna za vedno večje potrebe nastajajočega cesarstva, si Orhan Burso izbere za novo prestolnico.
- 15. september - Saraj: kan Zlate horde in najvišji suveren ruskih kneževin Uzbeg usmrti tverskega kneza Dimitrija Mihajloviča, ki je leto dni poprej iz maščevanja umoril moskovskega kneza Jurija Daniloviča. Novi knez Tvera postane Dimitrijev mlajši brat Aleksander Mihajlovič, ki ostane zvest maščevalni družinski tradiciji in nadaljuje s spletkami proti novemu moskovskemu knezu Ivanu Daniloviču. 1327 ↔
- november - Ibn Batuta prispe v Meko, kjer opravi hadž. Namesto, da bi se odpravil nazaj proti domu, se priključi trgovski karavani namenjeni v Ilkanat. 1327 ↔
- 20. december - Umrlega moskovskega metropolita Petra nasledi Teognost Kijevski. Tudi on se priseli v Moskvo, ki je šele leto dni sedež ruske metropolije.
- Anglija: začetek delovanja razbojniške družine Folville, ki se je ukvarjala z ropi, izsiljevanjem, ugrabitvami in naročenimi umori. Tolpo vodi drugi od sedmerice bratov Evstacij Folville. 1332 ↔
- Umrlega čagatajskega kana Kebeka nasledi mlajši brat Eldžigidej. 1329 ↔
- Kan Zlate horde Uzbeg pošlje vrhovnemu kanu Temurju nekaj ukročenih gepardov. Vrhovni kan se mu zahvali z oblino pošiljko dragocenosti (zlato, srebro in svilo). 1328 ↔

## Rojstva
- 5. marec - Ludvik I., madžarski kralj († 1382)
- 30. marec - Ivan II., moskovski veliki knez († 1359)
- 1. maj - Rinčinbal/cesar Ningzong, mongolski vrhovni kan, cesar dinastije Yuan († 1332)
- 8. maj - Ivana I., grofica Auvergne in Boulogne, francoska kraljica († 1360)
- 29. junij - Murat I., sultan Osmanskega cesarstva († 1389)
- Imagava Sadajo, japonski vojskovodja, pesnik († 1420)
- Manuel Kantakouzen, bizantinski guverner Moreje († 1380)
- Narinaga, japonski šogun, kronski princ († 1344)
- Tommaso da Modena, italijanski (beneški) slikar († 1379)

## Smrti
- 5. februar - Henrik iz Helfenberga, krški in lavantinski škof
- 28. februar - Leopold I. Habsburški, avstrijski in štajerski vojvoda (* 1290)
- 23. marec - Alessandra Giliani, italijanska anatomka (* 1307)
- 29. april - Blanka Burgundska, francoska in navarska kraljica (* 1296)
- 1. avgust - Vartislav IV., vojvoda Pomeranije-Wolgasta (* 1290)
- 15. september - Dimitrij Tverski, knez Tvera, vladimirski veliki knez (* 1299)
- 15. oktober - Walter de Stapledon, angleški diplomat, škof Exterja (* 1261)
- 27. oktober - Hugh Despenser starejši, angleški kraljevi komornik, 1. grof Winchester (* 1261)
- 17. november - Edmund FitzAlan, angleški plemič, 9. grof Arundel (* 1285)
- 24. november - Hugh Despenser mlajši, angleški kraljevi komornik, 1. baron le Despencer, gusar (* 1286)
- 25. november - Korejasu, 7. japonski šogun (* 1264)
- 20. december - Peter Moskovski, metropolit Moskve in celotne Rusije
- David iz Hrodne, litvanski general
- Kebek, čagatajski kan
- Mondino de Liuzzi, italijanski (bolognjski) anatom (* 1270)
- Osman I., ustanovitelj in prvi vladar Osmanskega cesarstva (* 1258)